# Sartorius (entreprise)
 (août 2018).
Si vous disposez d'ouvrages ou d'articles de référence ou si vous connaissez des sites web de qualité traitant du thème abordé ici, merci de compléter l'article en donnant les références utiles à sa vérifiabilité et en les liant à la section « Notes et références ».
Sartorius AG (ou Sartorius Stedim) est un fournisseur d’équipements et de services destinés aux processus de développement, d’assurance qualité et de production dans l’industrie biopharmaceutique.

## Histoire
- 1870 : création de Sartorius (Göttingen, Allemagne)[2].
- 2007 : fusion de la division biotechnologie de Sartorius AG avec le fournisseur biotech français Stedim. La nouvelle société est cotée à la Bourse de Paris.
- octobre 2011 : fermeture de l'établissement (PSE) de Sartorius Mechatronics à Palaiseau, à la suite de la décision du groupe de séparer en deux entités distinctes Industrie et Laboratoire, et le projet de la vente de cette division industrie.
- En octobre 2020, il annonce le rachat de BIA Separations pour 360 millions d'euros. Cette acquisition devrait doter Sartorius « d'une technologie de pointe unique au monde pour la purification et l'analyse de grandes biomolécules, telles que les virus, les plasmides et l'ARN messager »[3],[4].

## Informations économiques
Sartorius Stedim Biotech est cotée à la Bourse de Paris Euronext et a son siège social à Aubagne en France. La société possède des sites de production et de R&D en Europe, en Amérique du Nord et en Asie ainsi que d’un réseau de distribution international. Son principal site de production et de développement se trouve en Allemagne.